# Flores-Riesenratten
Die Flores-Riesenratten (Papagomys) sind eine Nagetiergattung aus der Gruppe der Altweltmäuse (Murinae). Die Gattung umfasst zwei Arten, von denen eine ausgestorben ist.
Die lebende Art, Papagomys armandvillei, erreicht eine Kopfrumpflänge von 41 bis 45 Zentimeter, der Schwanz misst 33 bis 37 Zentimeter. Ihr Fell ist am Rücken dunkelbraun, die Unterseite ist hellbraun gefärbt. Der Schwanz ist mit großen Schuppen bedeckt, die Ohren sind klein und rundlich.
Sie kommt auf der indonesischen Insel Flores vor, ihr Lebensraum sind Wälder. Sie ist ein Bodenbewohner und lebt in Erdbauen. Sie wird mancherorts wegen ihres Fleisches gejagt und dürfte auch an der Zerstörung ihres Lebensraums leiden. Die IUCN listet die Art als „gering gefährdet“ (near threatened). Auch in der Region Timor-Wetar ist diese Riesenratte heimisch.
Die zweite, 1981 von Guy Musser nach Theodor Verhoeven benannte Art, Papagomys theodorverhoeveni, ist von subfossilen Überresten bekannt, die etwa 3000 bis 4000 Jahre alt sind. Sie war etwas kleiner als P. armandvillei. Die Gründe oder der genaue Zeitpunkt des Aussterbens sind nicht bekannt. 
Systematisch werden die Flores-Riesenratten in die Rattus-Gruppe eingeordnet, sind also nahe mit den Ratten verwandt.